# Ophioscion imiceps
Ophioscion imiceps är en fiskart som först beskrevs av David Starr Jordan och Charles Henry Gilbert 1882.  Ophioscion imiceps ingår i släktet Ophioscion och familjen havsgösfiskar. IUCN kategoriserar arten globalt som livskraftig. Inga underarter finns listade i Catalogue of Life.